# Sinan ibn Thabit
Sinān ibn Thābit ibn Qurra (in arabo سنان بن ثابت بن قرة‎?; Baghdad, 880 ? – Baghdad, 943 ?) è stato un medico e matematico siro, di religione mandea.

## Biografia
Era figlio di Thābit ibn Qurra e padre di Ibrahim ibn Sinan, apparteneva alla comunità Sabea di religione mandea.
Crebbe nell'ambiente di corte del califfo abbaside aal-Muʿtaḍid, di cui il padre era astronomo ufficiale, e in quello del suo successore, il figlio al-Muktafi.
Quando nel 908 fu al-Muqtadir a diventare califfo, per Sinān arrivarono le prime rilevanti soddisfazioni, perché fu affidata a lui la responsabilità di dirigere e coordinare i nosocomi e tutte le attività ufficiali di medicina nella capitale del califfato, in cui era attivo, dall'epoca almeno di al-Maʾmūn, un centro assai avanzato di conoscenza scientifica e medica, che viene ricordato con l'espressione araba Bayt al-Ḥikma (Casa della Sapienza).
La morte nel 932 di al-Muqtadir e l'ascesa al trono di al-Qāhir creò crescenti problemi a Sinān, dal momento che il nuovo Califfo prese a perseguitare i Sabei, nonostante il Corano annoverasse costoro nell'Ahl al-Kitāb, al pari di ebrei e cristiani, verso i quali non era lecito effettuare indebite pressioni perché si convertissero all'islam. Sinān fu infine costretto a cercare riparo in Khorasan ma, quando due anni dopo (934), al-Qāhir morì, il suo successore al-Rāḍī abbandonò la politica intollerante di al-Qāhir e Sinān poté così tornare a Baghdad.
 
L'anno dopo (935) si affacciò sulla scena politica il generale Ibn Rāʾiq, foriero di nuovi disordini sociali ed economici, che passò alla storia islamica per essere rivestito per primo il titolo di Amīr al-umarāʾ ("Comandante dei comandanti").
Quando nel 940 Ibn Rāʾiq morì, Sinān si trasferì prudenzialmente a Wāsiṭ, sul Tigri.
Fu autore di un'opera di politica, modellata sulla Repubblica di Platone, che gli provocò le critiche, forse non del tutto spassionate, di al-Mas'udi. Critiche che invece non ebbero i suoi trattati di matematica, tra cui si ricordano Sui triangoli e Sugli elementi della geometria di Archimede.